# Charles William Fulton

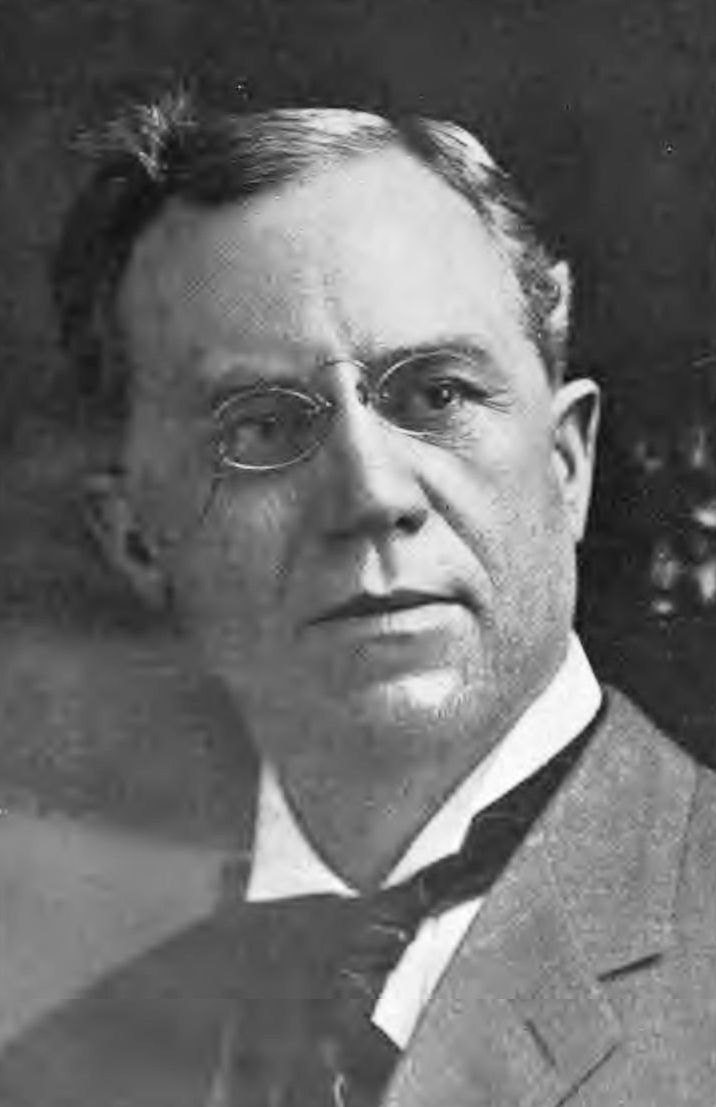
Charles William Fulton

Charles William Fulton (* 24. August 1853 in Lima, Ohio; † 27. Januar 1918 in Portland, Oregon) war ein US-amerikanischer Politiker der Republikanischen Partei, der den Bundesstaat Oregon im US-Senat vertrat.

## Leben
Der in Ohio geborene Fulton war noch ein kleines Kind, als seine Eltern mit ihm 1855 nach Iowa umzogen, wo sich die Familie in Magnolia niederließ. Dort wurde sein jüngerer Bruder Elmer geboren, der später für Oklahoma dem US-Repräsentantenhaus angehörte.
Nach dem Schulbesuch studierte er die Rechtswissenschaften, wurde 1875 in die Anwaltskammer aufgenommen und begann als Jurist zu praktizieren. Noch im selben Jahr zog er nach Astoria im Staat Oregon um.

## Öffentliche Ämter
In Oregon begann seine politische Karriere. 1878 wurde er für die Republikaner in den Staatssenat gewählt; die Wähler bestätigten ihn mehrmals in diesem Mandat. 1893 und 1901 war er Präsident des Senats. Von 1880 bis 1882 arbeitete er als Staatsanwalt in Astoria.
1903 wurde Charles Fulton dann in den US-Senat gewählt, wo er bis 1909 verblieb; die Wiederwahl blieb ihm verwehrt. Im Senat war er Vorsitzender des Ausschusses für Beziehungen zu Kanada; außerdem gehörte er dem Petitionsausschuss an.
Nach seiner politischen Laufbahn arbeitete er in Portland wieder als Jurist.